# Chicago (rivier)
De Chicago is een rivier in de Verenigde Staten met een lengte van 251 km. De rivier stroomt door het centrum van Chicago.
Oorspronkelijk mondde de rivier uit in het Michiganmeer, het meer waar de stad Chicago aan ligt. Door ingenieuze constructies en de aanleg van het Chicago Sanitary and Ship Canal werd de stroomrichting in 1900 omgedraaid en stroomt het rivierwater nu zo de Des Plaines in en hoort de rivier nu tot het Mississippibassin, waarvan het water uitstroomt in de Golf van Mexico.

## Omdraaiing stroomrichting
De reden van de omdraaiing van de stroomrichting was de vervuiling door de groeiende stad, die in 1890 al 1 miljoen inwoners had. De rivier vormde het afvoerputje van de stad, onder andere doordat er slachtafval in gedumpt werd. Ook andere steden die langs de rivier lagen veroorzaakten vervuiling met onder andere het afval van slachterijen. Het vieze water stroomde via de rivier in het Michiganmeer, waar ook het drinkwater voor Chicago uit werd gewonnen.
Alleen al in 1854 stierven 1400 mensen aan cholera.
Doordat de rivier ook vervuild was met een laag olie, zou het water zelfs gebrand hebben tijdens de grote brand van Chicago in 1871. Er lag zoveel slib in de rivier dat deze ook droogviel op sommige locaties. Velen stierven door de vervuiling, onder andere door cholera en buiktyfus. De stad kreeg hierdoor een slechte naam. Met het oog op de wereldtentoonstelling, de World's Columbian Exposition, die in 1893 gehouden zou worden, 400 jaar na de ontdekking van Amerika door Columbus (in 1492), begonnen lokale politici te zoeken naar oplossingen. Ze waren bang dat de bezoekersaantallen zouden tegenvallen door de slechte naam als "tyfusstad."
Ellis Sylvester Chesbrough (1813–1886) ontwierp een riolering voor de stad die afwaterde in het Michiganmeer. Om de vervuiling uit het drinkwatersysteem van de stad te houden stelde hij ook voor een 2 kilometer lange tunnelbuis aan te leggen onder het meer, zodat het afvalwater ver van de stad in het meer terecht zou komen. Maar ook de aanleg van die tunnel was niet goed genoeg. In 1885 kwam er na een periode met veel regenval namelijk toch veel vervuiling uit de rivier in het meer terecht. Het publiek werd geadviseerd om geen koud water te drinken, maar het te koken. Chesbrough kwam toen met het idee om het water in de rivier om te draaien.  

De loop van het kanaal van Chicago naar Des Plaines river

Er werd in 1887 door de autoriteiten besloten om de stroomrichting om te draaien, zodat de rivier niet meer zou uitstromen in het meer. In eerste instantie probeerde men het doel te bereiken door een bestaand kanaal, het Illinois and Michigan Canal, dieper te maken, maar dat werkte niet. Daarom moest men een nieuw kanaal aanleggen. Het nieuwe kanaal, het Chicago Sanitary and Ship Canal, werd vanaf 1892 gegraven en werd ca. 45 kilometer lang. Het nieuwe kanaal liep naar de Des plaines river, die in de richting van de Mississippi stroomt. Het kanaal werd in westelijke richting steeds dieper gemaakt, om voor het benodigde verval te zorgen. Het kanaal moest een verhoging in het landschap doorkruisen, een waterscheiding, namelijk de Saint Lawrence River Divide.  Dat punt werd eerder door de oorspronkelijke bewoners van Amerika gebruikt als portage, een plaats om van de ene naar de andere rivier te komen door de boten en vracht over de verhoging te dragen. Het hoogste punt van de Chicago portage ligt slechts 3 m (10,5 ft) hoger dan het waterniveau van het Michiganmeer. Deze locatie ligt tegenwoordig in het stedelijk gebied van Chicago, bij 3100 West 31st Street.
Er werd onder andere dynamiet gebruikt om door de bodem te breken, een techniek die later werd gebruikt voor het graven van het Panamakanaal (geopend in 1914).
De uitvoering van het project duurde acht jaar, hoewel er eerder was gedacht dat het project vier jaar zou duren. Tijdens de aanleg ontstonden conflicten tussen de aannemers en de opdrachtgever, die voor vertraging zorgden. 
Andere steden langs de nieuwe route protesteerden tegen de aanleg van het kanaal. Het antwoord van Chicago was dat het afval door het schone water uit het Michiganmeer werd verdund: The solution for pollution is dilution. Missouri bereidde een proces voor. Onder dreiging van de rechtszaak werd haast gemaakt om de laatste dam te doorbreken. Dit lukte op 2 januari 1900. Chicago won de rechtszaak die was aangespannen door St. Louis over de omdraaiing, omdat volgens de rechters er ook andere steden hun vieze water loosden op het traject richting de Mississipi.
Na het omdraaien verbeterde de kwaliteit van het water in Chicago. Boeren langs de rivier de Illinois klaagden over meer overstromingen dan voorheen en ontvingen een schadevergoeding nadat ze rechtszaken hadden aangespannen.

#### Eerdere omdraaiingen
Tijdens de laatste IJstijd, 10.000 jaar geleden, stroomde het water ook in de richting van het westen, net zoals na de omdraaiing in 1900. Nadat de gletsjers zich hadden teruggetrokken rees de bodem omhoog en kwam de bedding van de rivier hoger dan het meer te liggen, en ging het water richting het meer te stromen.
In 1871 keerde de stroming van de rivier per ongeluk om. Tijdens een periode van droogte pompten ingenieurs het water uit de Rivier van Chicago richting twee kanalen om het niveau daar te verhogen. De omkering van de stroomrichting was een verrassing.
In 2011 werd voorgesteld de stroomrichting van de rivier weer te herstellen ter verbetering van de ecologie. Men vreest voor invasieve soorten in het Michiganmeer, zoals karpersoorten die oorspronkelijk uit Azië afkomstig zijn. De bestrijding van deze soorten is in de eenentwintigste eeuw erg kostbaar.

## Wetenswaardigheden

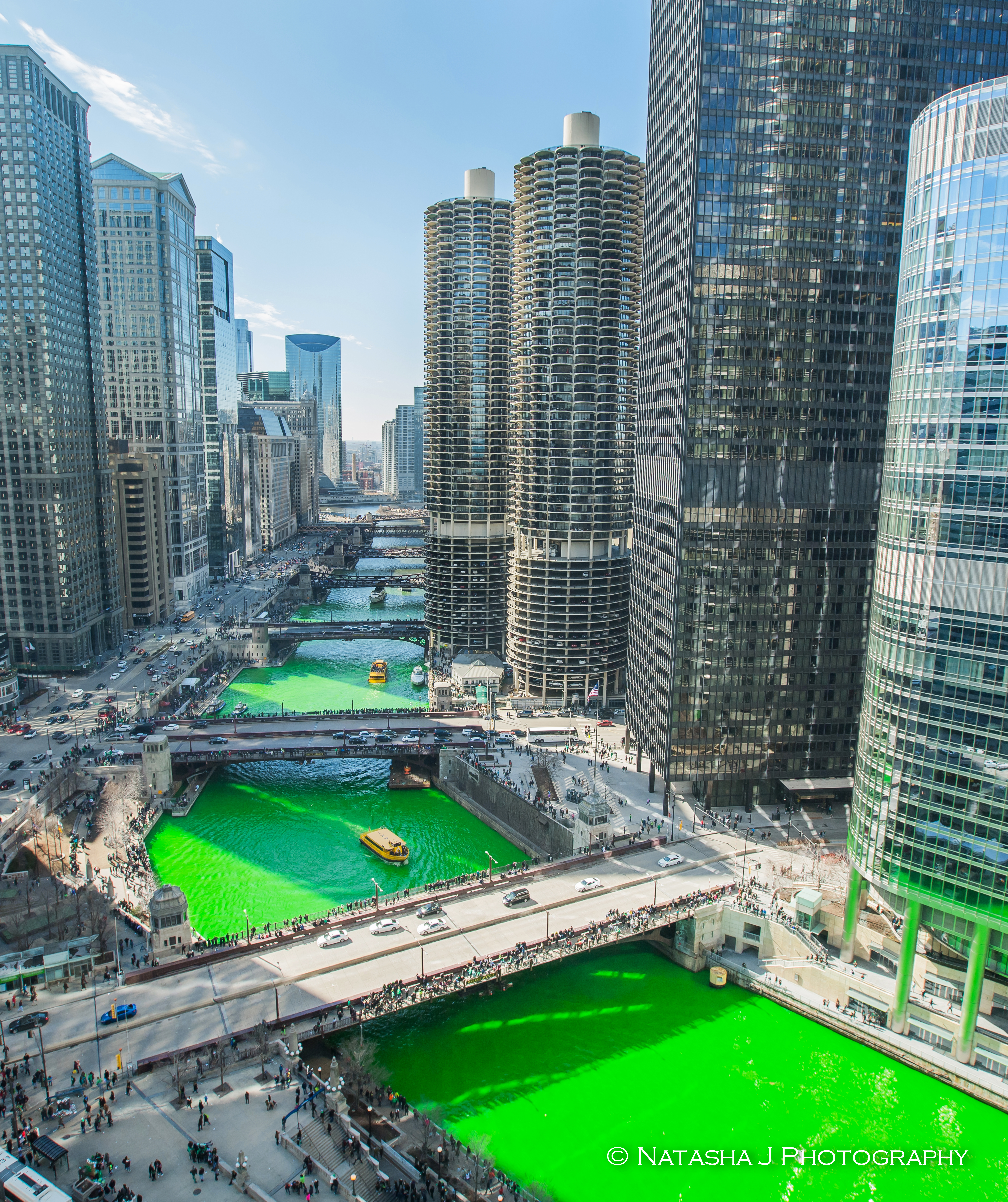
Groene rivier in 2018

- Op St. Patrick's Day is het sinds de jaren 1960 een traditie om het water groen te kleuren. Oorspronkelijk gebeurde dat met fluoresceïne, dat gebruikt werd om lozingen met vervuiling op te sporen. Later gebeurde dat met zuiver plantaardige kleurstoffen.[8]

- De twee blauwe lijnen van de vlag van Chicago symboliseren de rivier.

- Gemeinsame Normdatei: 7621972-0
- Library of Congress Control Number: sh93005908
- National Archives and Records Administration: 10042796
- Nationale Bibliotheek van Tsjechië: ge865401
- Nationale Bibliotheek van Israël: 987007534624105171
- Virtual International Authority File: 242776903
- WorldCat: E39PBJcrgXmmdQYHyDggKWTfv3